# 1 Night in San Diego
1 Night in San Diego es una película de comedia estadounidense de 2020 escrita y dirigida por Penelope Lawson.  La película se estrenó en video on demand el 17 de noviembre de 2020. 

## Argumento
Hannah, una ex estrella de reality, y Brooklyn, una influencer de las redes sociales, son un par de mejores amigas y aspirantes a celebridades que se han mudado recientemente a Hollywood. Ante problemas personales y profesionales, aceptan una invitación para pasar tiempo con un antiguo amor de la secundaria en San Diego. Cuando finalmente lo encuentran poco atractivo, deciden pasar una noche llena de libertinaje en la ciudad que pondrá a prueba los límites de su amistad.

## Elenco
- Jenna Ushkowitz como Hannah
- Laura Ashley Samuels como Brooklyn
- Alexandra Daddario como Kelsey
- Eric Nelsen como Gordo
- Mark Lawson como cristiano
- Adam Rose como Kevin
- Brian Borello como Teddy
- Kelsey Douglas como Delia
- Nicolas diPierro como conserje

## Lanzamiento
La película se estrenó en VOD y plataformas digitales el 17 de noviembre de 2020. 